# Greenville (Ohio)
Greenville é uma cidade localizada no estado norte-americano de Ohio, no Condado de Darke.

## Demografia
Segundo o censo norte-americano de 2000, a sua população era de 13.294 habitantes.
Em 2006, foi estimada uma população de 13.037, um decréscimo de 257 (-1.9%).

## Geografia
De acordo com o United States Census Bureau tem uma área de
15,6 km², dos quais 15,6 km² cobertos por terra e 0,0 km² cobertos por água.

## Localidades na vizinhança
O diagrama seguinte representa as localidades num raio de 16 km ao redor de Greenville.